# Sankt Eustacius
Sankt Eustacius , Sankt Eustachius/Eustathius (latin) eller Saint Eustace (engelsk), var en kristen martyr og soldaterhelgen. Ifølge overleveringerne levede han i det 2. århundrede. En helgen med dette navn æres i den anglikanske kirke. Han fejres 20. september.

## Liv
Ifølge overleveringerne skal han før sin omvendelse til kristendommen have været den romerske hærfører Placidus, der gjorde tjeneste under kejser Trajan. Under en jagt på en kronhjort i Tivoli ved Rom så han noget, der lignede et skinnende kors mellem hjortens takker. Kristus talte til ham gennem hjorten, Det fik Placidus til at omvende sig til kristendommen sammen med sin familie, og han tog navnet Eustacius.
Han blev udsat for en række prøvelser, der skulle teste hans tro. Således døde hans tjenere af pest; på en sørejse kidnappede kaptajnen Eustacius' hustru; da han sammen med sine sønner krydsede en flod blev sønnerne taget af en løve og en ulv. I lighed med Job klagede Eustacius sin nød, men han stod prøvelserne igennem.
Eustacius blev senere genforenet med sin familie, der ikke var døde, som han havde troet. Efter hans omvendelse til kristendommen, havde Hadrian afløst Trajan, og han ville fejre sin hærførers hjemkomst. Ifølge nogle legender skal Hadrian have bemærket, at Eustacius ikke ville ofre for genforeningen med familien, idet Eustacius holdt fast i sin kristne tro og kun ville ofre til Gud. Dette hensatte Hadrian i vrede, så han lod Eustacius og hans familie kaste for løverne, der imidlertid tilbad familien som helgener. Derpå lod Hadrian dem kaste levende i en ovn, men dagen efter blev deres lig taget ud af ovnen - helt uskadte. Andre kristne fik dem begravet på et helligt sted og opførte et kapel på stedet. Denne legende afvises dog af den romerskkatolske kirke som  "fuldstændig usand".